# Tatjana Malinina-Fied´kina
Tatjana Gawriłowna Malinina-Fied´kina (ros. Татьяна Гавриловна Малинина-Федькина, ur. 22 stycznia 1956 w Moskwie) – rosyjska pianistka; laureatka III nagrody na IX Międzynarodowym Konkursie Pianistycznym im. Fryderyka Chopina (1975).

## Życiorys
Naukę gry na fortepianie rozpoczęła w wieku pięciu lat. Niedługo później zaczęła pisać utwory muzyczne i występować publicznie. W 1963 roku podjęła naukę w Centralnej Szkole Muzycznej przy Konserwatorium Moskiewskim. Później studiowała w samym Konserwatorium (dyplom w 1980).
Wzięła udział w kilku konkursach pianistycznych, na których reprezentowała ZSRR:
- Międzynarodowy Konkurs Radiowy dla Młodych Muzyków "Concertino Praha" w Pradze (1970) – dyplom finalistki
- IV Międzynarodowe Spotkanie Europejskich Akademii Muzycznych w Jugosławii (1974) – tytuł laureata
- IX Międzynarodowy Konkurs Pianistyczny im. Fryderyka Chopina w Warszawie (1975) – III nagroda

Sukces na Konkursie Chopinowskim był początkiem jej kariery. W następnych latach wielokrotnie występowała na terytorium ZSRR, a później w wielu krajach europejskich, w Ameryce Południowej i w Japonii. Podjęła też pracę pedagogiczną, prowadząc m.in. kursy mistrzowskie i zakładając Międzynarodowe Centrum im. Malinina. W jej repertuarze są utwory Wolfganga Amadeusa Mozarta, Roberta Schumanna, Franza Schuberta, Piotra Czajkowskiego i Fryderyka Chopina.
Jej mężem był rosyjski pianista Jewgienij Malinin.